# Simon d'Athènes
Pour les articles homonymes, voir Simon.
Simon, en grec ancien Σίμων, est un soldat grec, hipparque ; on peut situer son activité vers le Ve siècle avant notre ère. 

## Notice biographique
Originaire d’Athènes, antérieur à Xénophon, très peu de choses sont connues de cet auteur, déjà obscur aux auteurs qui le citent, notamment Xénophon dans une liste d’auteurs ayant traité du cheval et de ses soins. Il avait composé un traité sur l’équitation, l’Hipposcopique, traduit par Art vétérinaire, dont ne subsistent que 16 minces fragments, publiés en 1912 par l’historien Franz Rühl. L’Encyclopédie Universalis situe son activité d’auteur vers -424. Pline l’Ancien dit de lui dans son Histoire naturelle qu'il est le premier auteur à avoir écrit sur le cheval. Xénophon rappelle qu’il a érigé, à Athènes, un cheval d’airain qu’on voyait dans l’Éleusinion ; la source de Xénophon est Hiéroclès, un autre hippiatre.

## Sources
- Franz Rühl, Edition Xenophons scripta minora (Leipzig 1915). (2 volumes). Teubner-Verlag, Leipzig (1910, 1912).
- Pline l'Ancien, Histoire naturelle [détail des éditions] [lire en ligne] (Livre XXXIV, 26)